# Garibald
Pour les articles homonymes, voir Garibald (homonymie).
 (août 2024).
Garibald ou Garipald est brièvement roi des Lombards d'Italie en 671.

## Biographie
Garibald est le fils du duc Grimoald de Bénévent devenu roi des Lombards en 662, et d'une fille du roi Aripert. À la mort de son père en 671, il lui succède à la tête du royaume lombard. C'est encore un enfant lorsqu'il monte sur le trône et de ce fait, il n'a aucun réel pouvoir et les complots s'organisent dès lors assez vite. Il est renversé la même année au bout de trois mois de « règne » par Perctarith, qui avait été lui-même chassé du pouvoir neuf ans plus tôt par Grimoald. Paul Diacre ne donne pas plus de précision, disant simplement à propos de Perctarith que, « rentré à Pavie (capitale lombarde), il chassa le petit Garibald du pouvoir et fut élevé sur le trône par l'ensemble des Lombards, durant le troisième mois qui suivit la mort de Grimoald ».
Garibald fut probablement exilé et/ou assassiné à moins qu'il fût relégué dans un monastère.

## Sources primaires
- Paul Diacre, Histoire des Lombards, Livre V, 33-34.